# Громышевка
Громышевка — река в России, протекает по Пировскому району Красноярского края. Устье реки находится в 1445 км по правому берегу реки Кеть, в деревне Новомихайловка. Длина реки составляет 11 км.

## Данные водного реестра
По данным государственного водного реестра России относится к Верхнеобскому бассейновому округу, водохозяйственный участок реки — Кеть, речной подбассейн реки — бассейн притоков (Верхней) Оби от Чулыма до Кети. Речной бассейн реки — (Верхняя) Обь до впадения Иртыша.